# Йосиф Ільницький
Ільницький Іван (чернече ім'я Йосиф; *1759, Білоусівка — † 20 вересня 1824, Полтава) — український церковний діяч, архімандрит Полтавського Хрестовоздвиженського монастиря, ректор Полтавського духовного училища. Вихованець Києво-Могилянської академії.

## Біографія
Народився у сім'ї священика. Навчався у Києво-Могилянській академії (1770-ті роки). Вільно володів латинською, французькою та німецькою мовами. Овдовівши перед рукоположенням у сан диякона, прийняв чернечий постриг (1781). Того ж року став архідияконом Київського Софійського собору. Переведений до братії Олександро-Невської лаври.
Викладав Закон Божий у Санкт-Петербурзькому сухопутному шляхетському кадетськомц корпусі. 1794 у сані ієромонаха Ільницький відправлено до Данії, у місто Хорсенс, до принцеси Катерини і принца Петра — дітей «правительки» Російської імперії Анни Леопольдівни та Антона-Ульріха, герцога Брауншвейзького,— рідних брата і сестри імператора Івана Антоновича.
31 жовтня 1802 призначено архімандритом В'яжицького Миколаївського монастиря Новгородської єпархії, 6 лютого 1804 — архімандрит Лубенського Мгарського Спасо-Преображенського монастиря, 13 лютого 1812 — архімандрит Полтавського Хрестовоздвиженського монастиря. 1818 пожертвував для нововідкритого при монастирі Полтавського духовного училища кілька монастирських будівель і призначений першим ректором цього училища.
Помер і похований у Полтавському Хрестовоздвиженському монастирі.